# 嵖岈山卫星人民公社旧址
嵖岈山卫星人民公社旧址位于河南省遂平县嵖岈山鎮，是中华人民共和国于1958年4月20日建立的第一个人民公社——嵖岈山卫星人民公社的旧址。公社由遂平县西部的杨店、土山、鲍庄三个乡和张台乡的友谊农业合作社等二十个高级农业合作社合并而成，占地面积30525平方米，是继巴黎公社以后全世界第二个人民公社，被称为“东方第一社”。1958年11月13日，毛泽东曾实地考察了解公社的情况。1983年，公社撤销，改为乡人民政府。
1958年6月，《人民日报》先后以头版显著位置或号外形式三次报道该公社低产田亩产千斤的新闻，连放三颗“卫星”，自此全国开始了浮夸风的报道，提出了“人有多大胆、地有多大产”一系列口号。
现今的公社旧址东西长172米，南北宽162米，占地3051平方米于，2002年5月正式对外开放。公社现存的办公楼建于1958年19月，墙上保留有1958年标语“人民公社万岁”、毛主席语录等，西侧山坡上的松柏构成“人民公社万岁”几个大字。
公社旧址先后被授予“第三批河南省文物保护单位”（2000年）、“第六批全国重点文物保护单位”（2006年）、“全国社会科学普及教育基地”（2016年）等称号。

## 公社简介
因苏联发射第一颗卫星，加之模仿苏联，公社初名为“卫星集体农庄”，后更名为“卫星公社”，最终定名为“嵖岈山卫星人民公社”。由《红旗》副主编、信阳地委、遂平县委和公社领导起草的《嵖岈山卫星人民公社试行简章》（初次草案）经中共中央政治局会议（即北戴河会议）审定后在全国各地报刊转载，成为全国人民公社化运动的指导性文献。
公社共有20个生产大队，189个自然村，6566户人口。社内亦有教育文化机构、体育场所。
组织机构方面，公社成立了公社党委会和管理委员会，党委会内有书记、副书记、秘书、组织委员兼监委书记、宣传委员、组织干事、宣传干事、团委书记、妇联主任等31名委员；管理委员会设有主席、副主席、秘书、会计，初期设立八个部门，分别是农业水利部、工业部、财经部、文化教育卫生部、林业畜牧部、内政部、交通部（劳动福利部）、计划委员会，后增设外交部、商业部、武装保卫部、服务部、饲养部、粮食部、供销部，但部分部门成立不久后就撤销。公社亦成立了监察委员会监察社务。
中国第一个公共食堂也是该公社成立的。1956年，王店地区为解决垦荒问题带来的开荒队吃饭问题成立了农忙食堂，在公社成立不久后，转变为公共食堂。
因出现种种问题，公社的组织机构和成立的3万余个公共食堂于1961年先后被裁撤解散。

## 公社影响
嵖岈山卫星人民公社建立后，全国出现了一系列的浮夸风行为，仅成立当年的7、8、9三个月就引来了全国30多万人次的参观。由于向上级虚报粮食产量（如1958年夏，公社实际产量为2400万斤，但是公社却向上虚报为100,279万斤）加之之后的自然灾害，河南南部发生了信阳事件，嵖岈山卫星人民公社成为重灾区，4万多人的公社在3个月饿死了近4000人。三年大饥荒结束后，公共食堂全部撤销，政策开始允许农民有自留地，家禽家畜也开始出现在农民的庭院里。